# 8539 Laban
A 8539 Laban (ideiglenes jelöléssel 1993 FT32) a Naprendszer kisbolygóövében található aszteroida. Claes-Ingvar Lagerkvist fedezte fel 1993. március 19-én.